# Torslanda IK
Der Torslanda Idrottsklubb ist ein schwedischer Sportverein in Torslanda in der Gemeinde Göteborg.

## Geschichte
Torslanda IK wurde 1944 gegründet. In den 1950er Jahren entstanden die Abteilungen für Fußball, Tischtennis, Handball und Eishockey, zu denen Ende der 1960er Jahre noch eine Turnabteilung hinzukam. 1972 entstand zudem eine Bowlingsektion, ehe zwei Jahre später das Eishockeyspielen beim Klub eingestellt wurde. Wiederum zwei Jahre später spaltete sich die Handballabteilung als Tolereds AIK ab.
1987 stieg die Fußballmannschaft von Torslanda IK in die fünftklassige Division 4 auf und qualifizierte sich im selben Jahr erstmals für den Svenska Cupen. Nach dem Abstieg 1992 gelang zwei Jahre später als Staffelsieger die Rückkehr in die fünfte Liga. Wiederum zwei Jahre später gelang der Aufstieg in die viertklassige Division 3 Nordvästra Götaland, wo als Staffelsieger der direkte Durchmarsch in die dritte Liga gelingt. Dort verpasste die Mannschaft nur knapp den Sprung in die Zweitklassigkeit, als mit einem Punkt Rückstand auf den Vizemeister IK Kongahälla als Tabellendritter die Aufstiegsspiele nicht erreicht wurden. Ein Jahr später platzierte sich man zwar hinter Norrby IF auf dem zweiten Platz in der Division 2 Västra Götaland, da jedoch im selben Jahr die zweite Liga aus zwei Gruppen zu einer Staffel zusammengelegt wurde, entfiel die Aufstiegsrunde. Auch 2000 war man Opfer des Konzentrationsprozesses im schwedischen Ligasystem, als zwar der Staffelsieg gelang, aber statt des direkten Aufstiegs man in einer Relegationsrunde antreten musste. Dort scheiterte die Mannschaft nach zwei Niederlagen an IFK Malmö.
In den folgenden Jahren konnte Torslanda nicht mehr an die Erfolge anknüpfen und platzierte sich nur noch im Mittelfeld der Tabelle. Bei einer erneuten Ligareform in Schweden im Anschluss an die Spielzeit 2005 wurde die Mannschaft abermals Opfer des Konzentrationsprozesses. Nach einem fünften Tabellenrang musste die Mannschaft in Entscheidungsspielen um die Qualifikation zur neu eingeführten drittklassigen Division 1 antreten. Nach deutlichen Niederlagen gegen Ängelholms FF und Myresjö IF verpasste der Klub die Teilnahme und musste in der nun viertklassigen Division 2 Västra Götaland antreten. Allerdings gelang als Staffelsieger die direkte Rückkehr in die Drittklassigkeit, wo in der ersten Spielzeit mit drei Punkten Vorsprung auf Absteiger Kristianstads FF der Klassenerhalt geschafft wurde. Die anschließende Spielzeit beendete der Klub gemeinsam mit Västra Frölunda IF und Ytterby IS auf einem Abstiegsplatz.